# Voivodato di Bydgoszcz

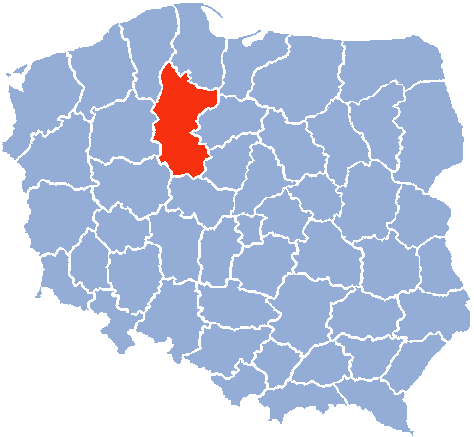

Il voivodato di Bydgoszcz è stato un'unità di divisione amministrativa e governo locale della Polonia esistito dal 1946 fino al 1998, con diversa estensione nei due periodi 1946-1975 e 1975-1998.

## 1946 - 1975
Il voivodato di Bydgoszcz era inizialmente chiamato  voivodato di Pomerania, e fu creato dalla parte meridionale del voivodato della Pomerania pre-bellico. Fu sostituito nel 1975 dal voivodato di Bydgoszcz (ridotto), voivodato di Toruń e dal voivodato di Włocławek.
La capitale era Bydgoszcz.

### Distretti nel 1946
- Città di Bydgoszcz, miasto Bydgoszcz
- Città di Torun, miasto Toruń
- Distretto di Brodnica, powiat brodnicki, capoluogo Brodnica
- Distretto di Bydgoszcz, powiat bydgoski, capoluogo Bydgoszcz
- Distretto di Chełmno, powiat chełmiński, capoluogo Chełmno
- Distretto di Chojnice, powiat chojnicki, capoluogo Chojnice
- Distretto di Grudziądz, powiat grudziądzki, capoluogo Grudziądz
- Distretto di Inowrocław, powiat inowroclawski, capoluogo Inowrocław
- Distretto di Lipno, powiat lipnowski, capoluogo Lipno
- Distretto di Lubawa, powiat lubawski, capoluogo Lubawa
- Distretto di Nieszawa, powiat nieszawski, capoluogo Nieszawa
- Distretto di Rypin, powiat rypiński, capoluogo Rypin
- Distretto di Sępólno, powiat sępoleński, capoluogo Sępólno Krajeńskie
- Distretto di Świecie, powiat świecki, capoluogo Świecie
- Distretto di Szubin, powiat szubiński, capoluogo Szubin
- Distretto di Toruń, powiat toruński, capoluogo Toruń
- Distretto di Tuchola, powiat tucholski, capoluogo Tuchola
- Distretto di Wąbrzeźno, powiat wąbrzeski, capoluogo Wąbrzeźno
- Distretto di Włocławek, powiat włocławski, capoluogo Włocławek
- Distretto di Wyrzysk, powiat wyrzyski, capoluogo Wyrzysk

Nuove contee stabilite nel 1975:
- Distretto di Mogilno, powiat mogileński, Mogilno, trasferita dal voivodato di Poznań
- Distretto di Żnin, powiat żniński, capoluogo Żnin, trasferita dal voivodato di Poznań
- Città di Inowrocław, miasto Inowrocław, prima parte del distretto di Inowrocław
- Città di Włocławek, miasto Włoclawek, prima parte del distretto di Włocławek
- Distretto di Aleksandrów, powiat aleksandrowski, capoluogo Aleksandrów Kujawski, prima parte del distretto di Nieszawa
- Distretto di Radziejów, powiat radziejowski, Radziejów, prima parte del distretto di Aleksandrów
- Distretto di Golub-Dobrzyń, powiat golubsko-dobrzyński, Golub-Dobrzyn County, prima parte del distretto di Rypin

Distretti aboliti:
- Distretto di Lubawa, powiat lubawski, Lubawa, trasferita al voivodato di Olsztyn
- Distretto di Nieszawa, powiat nieszawski, Nieszawa, rinominata Aleksandrow County.

## 1975 - 1998
Il voivodato di Bydgoszcz fu reistituito nel 1975 ridotto rispetto al precedente omonimo e fu sostituito nel 1998 dal voivodato della Cuiavia-Pomerania.
La capitale era Bydgoszcz

### Principali città (popolazione nel 1995)
- Bydgoszcz (385.800)
- Inowrocław (79.400)
- Chojnice (39.800)
- Świecie (27.000)
- Nakło nad Notecią (20.100)
- Mogilno (13.000)